# Bisdom Piazza Armerina
Het bisdom Piazza Armerina (Latijn: Dioecesis Platiensis; Italiaans: Diocesi di Piazza Armerina) is een in Italië gelegen rooms-katholiek bisdom met zetel in de stad Piazza Armerina in de provincie Enna op het eiland Sicilië. Het bisdom behoort tot de kerkprovincie Agrigento en is, samen met het bisdom Caltanissetta, suffragaan aan het aartsbisdom Agrigento.

## Geschiedenis
Het bisdom werd op 3 juli 1817 opgericht en was suffragaan aan het aartsbisdom Monreale. Toen de kerkprovincie Monreale op 2 december 2000 werd opgeheven, werd Piazza Armerina suffragaan aan het tot aartsbisdom verheven Agrigento.

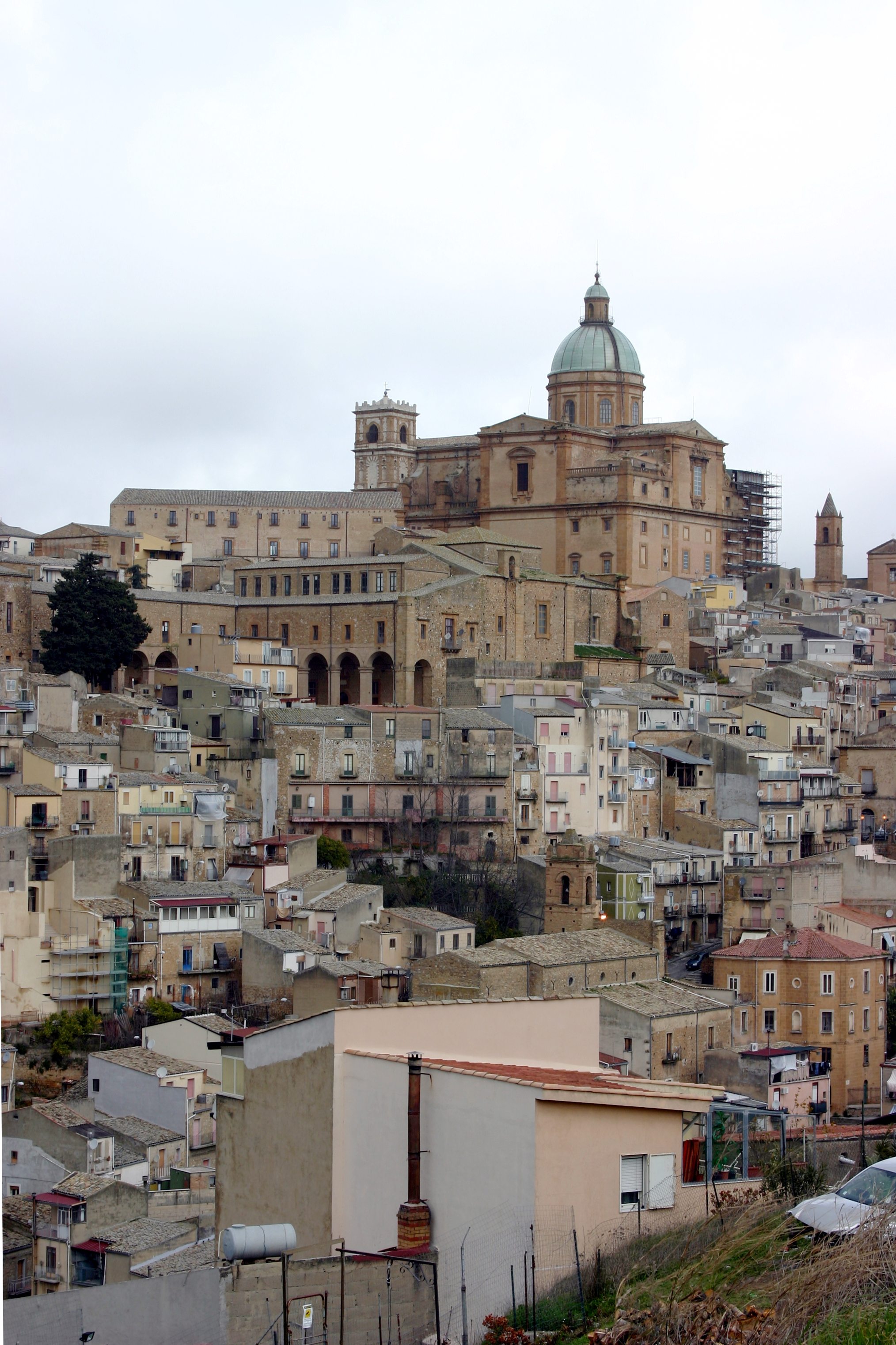
Kathedraal van Piazza Armerina
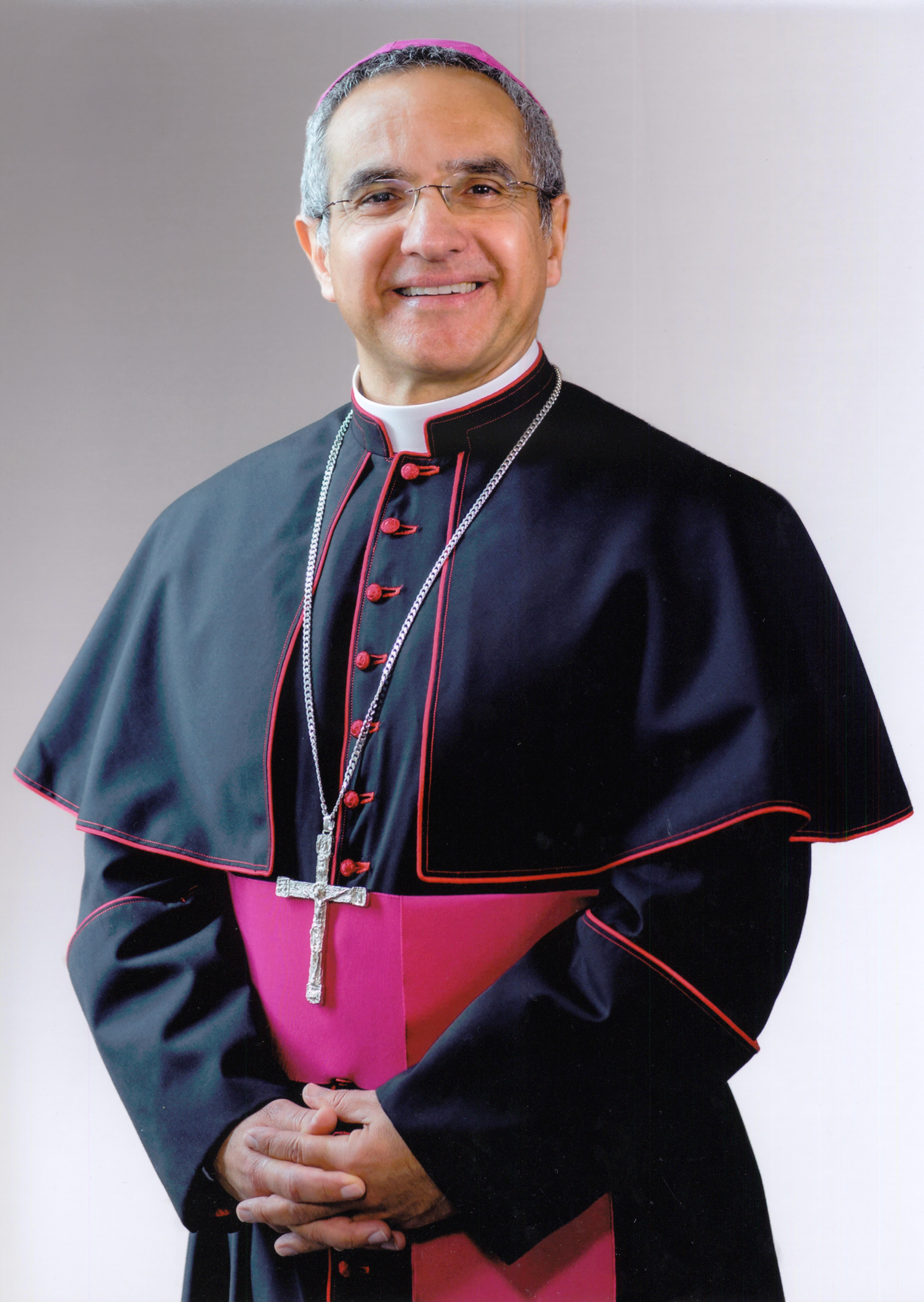
Bisschop Rosario Gisana